# Крин (Горњи Бајерн)
Крин (њем. Krün) град је у њемачкој савезној држави Баварска. Једно је од 22 општинска средишта округа Гармиш-Партенкирхен. Према процјени из 2010. у граду је живјело 1.922 становника. Посједује регионалну шифру (AGS) 9180122.

## Географски и демографски подаци
Крин се налази у савезној држави Баварска у округу Гармиш-Партенкирхен. Град се налази на надморској висини од 875 метара. Површина општине износи 36,3 km². У самом граду је, према процјени из 2010. године, живјело 1.922 становника. Просјечна густина становништва износи 53 становника/km².